# Oksana Nikiforowa
Oksana Nikiforowa (russisch Оксана Никифорова, wiss. Transliteration Oksana Nikiforova; * 8. Februar 1976) ist eine russisch-deutsche Turniertänzerin (und 3-fache Weltmeisterin) in den lateinamerikanischen Tänzen.

## Leben
Nikiforowa stammt aus Sibirien.
Ende 1999 begann sie (nach einem Probe-Training auf Empfehlung von Formica's Trainer Jürgen Neudeck) mit Franco Formica für den TSG Blau-Gold Gießen zu tanzen. Mit ihm wurde sie mehrfache Weltmeisterin, Europameisterin und Deutsche Meisterin der Amateure.
2001 wechselte sie mit Formica zum neu gegründeten Verein TC Nova Gießen, wo sie weiterhin von ihrer Trainerin Brigitte Klückes-Findeis betreut wurde.
Ab etwa 2003 waren Formica und Nikiforova für einige Jahre Turniertrainer für lateinamerikanische Tänze im Rot-Weiss-Klub Kassel.
Ende 2004 tanzten Formica und Nikiforova ihr letztes gemeinsames Turnier und verabschiedeten sich aus dem Amateurlager.
Der damalige Bundesinnenminister Wolfgang Schäuble überreichte Ende 2005 Formica und Nikiforova das Silberne Lorbeerblatt, die höchste deutsche Auszeichnung für Sportler.
Von Mitte 2006 bis Mitte 2010 tanzte Nikiforova mit Evgenij Voznyuk bei den Professionals. Im Jahr 2008 arbeitete das Paar mit Oliver Wessel-Therhorn an der DVD Latin Principles.
Nikiforova lebt seit 1999 in Deutschland und seit 2013 in München, wo sie als Trainerin im TSC Savoy München und im TTC Erlangen unterrichtet.

## Erfolge (Auszug)
Amateure (IDSF/DTV) mit Franco Formica:
- 3× Weltmeister der Amateure (2002–2004)[4]
- 2× Europameister der Amateure (2003–2004)[5]
- 4× Deutscher Meister der Amateure (2001–2004)[6]

## Auszeichnungen
- 2005: Silbernes Lorbeerblatt[10]